# Bill Kitchen
Bill Kitchen (* 12. Oktober 1960 in Schomberg, Ontario; † 30. Juli 2012 in Ottawa, Ontario) war ein kanadischer Eishockeyspieler, der in seiner aktiven Zeit von 1976 bis 1986 unter anderem für die Montréal Canadiens und Toronto Maple Leafs in der National Hockey League gespielt hat. Sein Bruder Mike war ebenfalls ein professioneller Eishockeyspieler.

## Karriere
Bill Kitchen begann seine Karriere als Eishockeyspieler in der kanadischen Juniorenliga Ontario Hockey Association, in der er von 1976 bis 1980 für die Windsor Spitfires und Ottawa 67’s aktiv war. In diesem Zeitraum erhielt der Verteidiger am 23. Oktober 1979 als Free Agent einen Vertrag bei den Montréal Canadiens. Für die Kanadier gab er in der Saison 1981/82 sein Debüt in der National Hockey League. Während seines Engagements im Franchise der Canadiens kam er jedoch überwiegend für deren Farmteam aus der American Hockey League, die Nova Scotia Voyageurs zum Einsatz. im August 1984 wurde Kitchen ebenfalls als Free Agent von den Toronto Maple Leafs verpflichtet. Für das Team aus seiner Heimat Ontario erzielte er in der Saison 1984/85 in 29 Spielen ein Tor und bereitete vier weitere vor. Erneut spielte er jedoch hauptsächlich in der AHL, wo er für Torontos Farmteam St. Catharines Saints auf dem Eis stand. Dort beendete er 1986 seine Karriere bereits im Alter von 25 Jahren.

### International
Für Kanada nahm Kitchen an der Junioren-Weltmeisterschaft 1980 teil, bei der er mit seiner Mannschaft den fünften Platz belegte.